# SkyMed
A SkyMed 2022-tól vetített kanadai  drámasorozat, amelyet KyleJulie Puckrin alkotott. A főbb szerepekben Natasha Calis, Morgan Holmstrom, Praneet Akilla, Aason Nadjiwan, Mercedes Morris látható.
Kanadában 2022. július 10-én mutatta be a CBC, Magyarországon 2023. február 14-én mutatta be a SkyShowtime.

## Ismertető
A sorozat középpontjában egy légi mentőszolgálatnál dolgozó ápolók és pilóták állnak a távoli északi Manitobában.

## Szereplők
| Szereplő                   | Színész            | Magyar hang       | Leírás                                                                                                  |
| -------------------------- | ------------------ | ----------------- | --- |
| Hayley Roberts             | Natasha Calis      | Czető-Fritz Éva   | Nővér, aki egy titkot hagyott hátra Torontóban.                                                         |
| Crystal Highway            | Morgan Holmstrom   | Sallai Nóra       | Kőkemény nővér és egy feltörekvő orvos.                                                                 |
| Jay Chopper                | Praneet Akilla     | Pásztor Tibor     | Pilóta és mérnök, aki űrhajós szeretne lenni, és kihívásokkal néz szembe személyes kapcsolataiban.      |
| Austen Bodie               | Aason Nadjiwan     | Hám Bertalan      | Nagymenő pilóta, aki romantikus viszonyban van Hayley-vel.                                              |
| Lexi Martine               | Mercedes Morris    | Staub Viktória    | Ambiciózus pilóta                                                                                       |
| Milosz Nowak               | Thomas Elms        | Czető Roland      | Pilóta és csapos, akinek kemény, szeretetteljes hozzáállása sok kollégát, de kevés barátot szerez neki. |
| Tristan Green              | Kheon Clarke       | Pál Tamás         | Empatikus, közkedvelt ápoló                                                                             |
| Emma Lin                   | Rebecca Kwan       | N/A               | Vidám és professzionális nővér a North House-ban, Crystal és Jeremy lakóközösségében.                   |
| Jeremy Wood                | Braeden Clarke     | Karácsonyi Zoltán | Crystal exe, egy sztereotip rosszfiú és csempész.                                                       |
| Madison Van Camp           | Emilia McCarthy    | Csifó Dorina      | Helyi pincérnő és csapos, aki kapcsolatban áll Bodie-val.                                               |
| Dr. Trevor Denning         | Patrick Kwok-Choon | N/A               | A helyi kórház sürgősségi orvosa, aki személyesen és szakmailag is érdeklődik a Crystal iránt.          |
| William "Wheezer" Heaseman | Aaron Ashmore      | Stern Dániel      | Tapasztalt pilóta, aki a teherszállító repüléseket részesíti előnyben a mentőakciókkal szemben.         |

## Évados áttekintés
| Évad | Évad | Epizódok | Eredeti sugárzás | Eredeti sugárzás    | Eredeti adó      | Magyar sugárzás   | Magyar sugárzás   | Magyar adó |
| Évad | Évad | Epizódok | Évadpremier      | Évadfinálé          | Eredeti adó      | Évadpremier       | Évadfinálé        | Magyar adó |
| ---- | ---- | -------- | ---------------- | ------------------- | ---------------- | ----------------- | ----------------- | ---------- |
|      | 1    | 9        | 2022. július 10. | 2022. szeptember 4. |                  | 2023. február 14. | 2023. február 14. |            |
|      | 2    | 9        | 2023. október 1. | 2023. november 26.  | 2024. január 20. | 2024. március 2.  |                   |            |
|      | 3    | 9        | 2025. január 5.  | 2025. március 2.    | 2025. június 2.  | 2025. június 2.   |                   |            |
|      | 4    | 8        | 2026.            | 2026.               |                  | 2026.             | 2026.             |            |

## 1. évad (2022)
| Sor. | Év. | Cím                                                                       | Rendező           | Író                                       | Premier                               |
| ---- | --- | ------------------------------------------------------------------------- | ----------------- | ----------------------------------------- | ------------------------------------- |
| 1.   | 1.  | Pilóták, ápolónők és medvék, ó jaj! (Pilots and Nurses and Bears, Oh My!) | Steven A. Adelson | Julie Puckrin                             | 2022. július 10. 2023. február 14.    |
| 2.   | 2.  | Gyakorlórepülés (Line Indoc)                                              | Steven A. Adelson | Julie Puckrin                             | 2022. július 17. 2023. február 14.    |
| 3.   | 3.  | A kölykök jól vannak (The Kids Are Alright)                               | Ron Murphy        | Nikolijne Troubetzkoy és Roxann Whitebean | 2022. július 24. 2023. február 14.    |
| 4.   | 4.  | Ahol füst van (Where There's Smoke)                                       | Ron Murphy        | Jennica Harper                            | 2022. július 31. 2023. február 14.    |
| 5.   | 5.  | Megbokrosodva (Bushwhacked)                                               | Madison Thomas    | Amber-Sekowan Daniels                     | 2022. augusztus 7. 2023. február 14.  |
| 6.   | 6.  | A lányok csak szórakozni akarnak (Girls Just Wanna Have Fun)              | Madison Thomas    | Vivian Lin                                | 2022. augusztus 14. 2023. február 14. |
| 7.   | 7.  | Adj egy csókot (Daj Mi Buzi)                                              | Shamim Sarif      | JP Larocque                               | 2022. augusztus 21. 2023. február 14. |
| 8.   | 8.  | Megfagyva (Frozen)                                                        | Shamim Sarif      | Meegwun Fairbrother és Jennica Harper     | 2022. augusztus 28. 2023. február 14. |
| 9.   | 9.  | Hagyj mindent a jégen (Leave It All on the Ice)                           | Sorcha Vasey      | Jessica Meya és Julie Puckrin             | 2022. szeptember 4. 2023. február 14. |

## 2. évad (2023)
| Sor. | Év. | Cím                                                             | Rendező       | Író                             | Premier                              |
| ---- | --- | --------------------------------------------------------------- | ------------- | ------------------------------- | ------------------------------------ |
| 10.  | 1.  | Vissza az alapokhoz (Return to Base)                            | James Genn    | Julie Puckrin                   | 2023. október 1. 2024. január 20.    |
| 11.  | 2.  | Kisodródás (Spun Out)                                           | James Genn    | Jessica Meya                    | 2023. október 8. 2024. január 20.    |
| 12.  | 3.  | A dolgok, amik a leginkább számítanak (Things That Matter Most) | Sorcha Vasey  | Meegwun Fairbrother             | 2023. október 15. 2024. január 20.   |
| 13.  | 4.  | Turbulencia (Turbulence)                                        | Sorcha Vasey  | Damon Vignale                   | 2023. október 22. 2024. január 27.   |
| 14.  | 5.  | Ezüst kód (Code Silver)                                         | Norma Bailey  | Karolyn Carnie és Julie Puckrin | 2023. október 29. 2024. február 3.   |
| 15.  | 6.  | Apró hazugságok (Little Lies)                                   | Norma Bailey  | JP Larocque                     | 2023. november 5. 2024. február 10.  |
| 16.  | 7.  | Régi sebek (Old Wounds)                                         | Ron Murphy    | Anusree Roy                     | 2023. november 12. 2024. február 17. |
| 17.  | 8.  | Esthajnal (Before Sunrise, After Sunset)                        | Ron Murphy    | Katrina Saville                 | 2023. november 19. 2024. február 24. |
| 18.  | 9.  | Mindent bele (Out with a Bang)                                  | Damon Vignale | Julie Puckrin                   | 2023. november 26. 2024. március 2.  |

## 3. évad (2025)
| Sor. | Év. | Cím                                           | Rendező      | Író                            | Premier                           |
| ---- | --- | --------------------------------------------- | ------------ | ------------------------------ | --------------------------------- |
| 19.  | 1.  | Érkezések és indulások (Arrivals, Departures) | Sorcha Vasey | Julie Puckrin                  | 2025. január 5. 2025. június 2.   |
| 20.  | 2.  | A tűz (The Fire)                              | Sorcha Vasey | Katrina Saville                | 2025. január 12. 2025. június 2.  |
| 21.  | 3.  | Indulás (Ride Along)                          | Ron Murphy   | Damon Vignale                  | 2025. január 19. 2025. június 2.  |
| 22.  | 4.  | Megrekedve (Stuck)                            | Ron Murphy   | Meegwun Fairbrother            | 2025. január 26. 2025. június 2.  |
| 23.  | 5.  | Vadonban rekedve (Marianncing the Stone)      | Sorcha Vasey | Karolyn Carnie                 | 2025. február 2. 2025. június 2.  |
| 24.  | 6.  | Wheezer látomásai (Wheezervision)             | Sorcha Vasey | Ryan Atimoyoo és Julie Puckrin | 2025. február 9. 2025. június 2.  |
| 25.  | 7.  | Magasban (Altitude)                           | Ron Murphy   | Anika Jarrett                  | 2025. február 16. 2025. június 2. |
| 26.  | 8.  | Átláthatóság (Clarity)                        | Ron Murphy   | Katrina Saville                | 2025. február 23. 2025. június 2. |
| 27.  | 9.  | A naplementét kergetve (Chasing Sunsets)      | Sorcha Vasey | Julie Puckrin                  | 2025. március 2. 2025. június 2.  |

## 4. évad (2026)
| Sor. | Év. | Cím | Rendező | Író | Premier |
| ---- | --- | --- | ------- | --- | ------- |

## A sorozat készítése
A műsort Julie Puckrin fejlesztette ki, aki a légi mentő fedélzetén dolgozó nővérétől és pilóta sógorától merített ihletet. A történetek megírását segítendő az írói stábban őslakos és queer írók is helyet kaptak.
Az első évadot 2021 augusztus végétől 2022 január közepéig forgatták Winnipegben és Manitoba északi részén. A sorozat sok effektjét gyakorlati alapon készítették, nem pedig green-screen technológiával.